# Thomas Keindorf

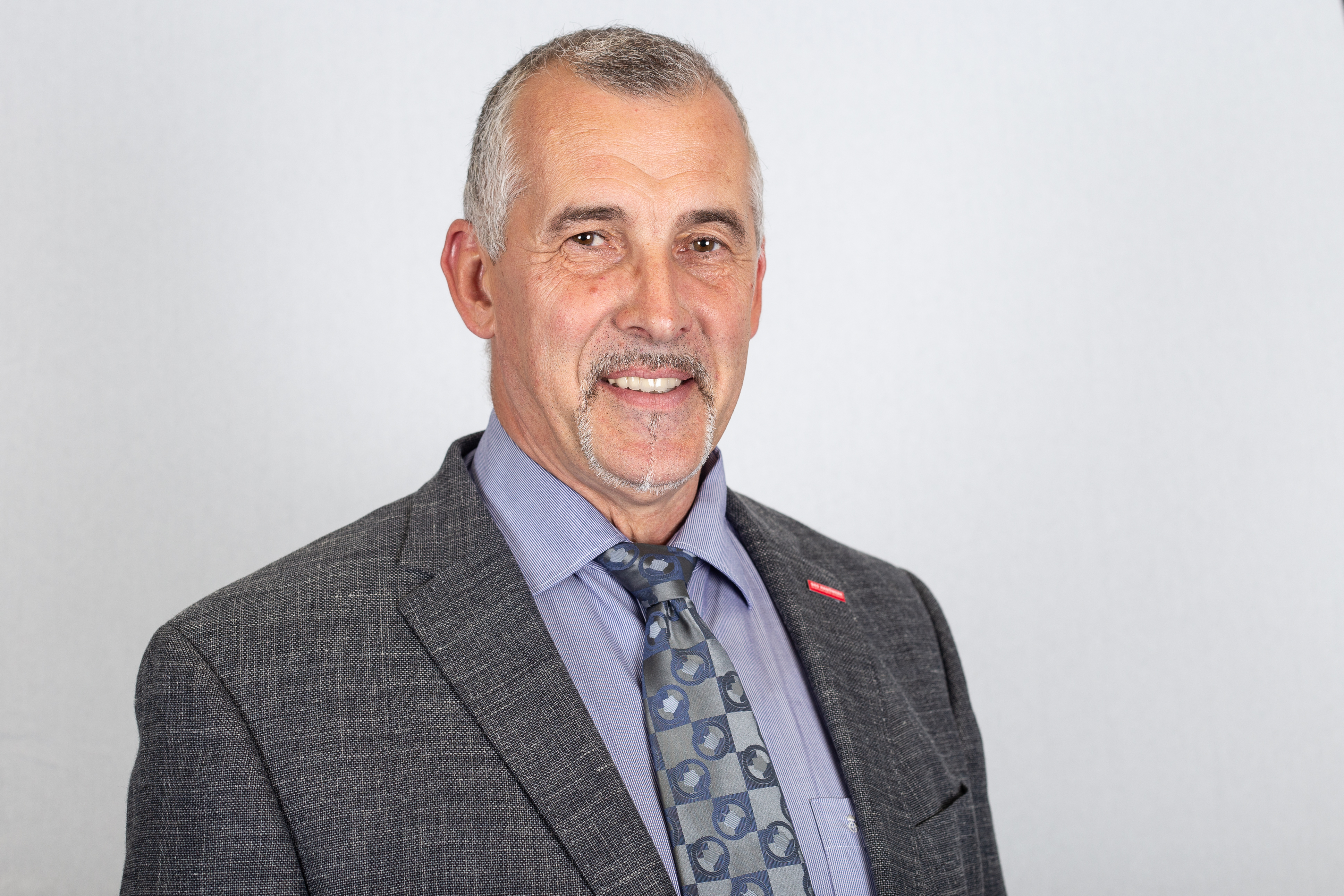
Thomas Keindorf, 2018

Thomas Keindorf (* 3. März 1958 in Halle (Saale)) ist ein deutscher Politiker (CDU) und Schornsteinfeger.
Keindorf besuchte die Polytechnische Oberschule Diesterweg und machte danach eine dreijährige Berufsausbildung mit Abitur zum Maschinen- und Anlagenmonteur im ehemaligen VEB Pumpenwerke Halle. Er studierte danach Nautik und machte einen 18-monatigen Grundwehrdienst.
1980 machte Keindorf eine Umschulung und Meisterausbildung zum Schornsteinfeger. Danach studierte er Ingenieurpädagogik in Karl-Marx-Stadt, dem heutigen Chemnitz, und war Berufsschullehrer an der Schornsteinfeger-Schule der DDR in Eilenburg. 1985 wurde er Geselle in einem halleschen Unternehmen, wo er 1987 einen Kehrbezirk im Süden der Stadt übernahm, in dem er bis heute als selbständiger Bezirksschornsteinfegermeister tätig ist.
Mehr als ein Jahrzehnt lang war Keindorf Innungsobermeister der Schornsteinfeger in Halle und wurde 2002 Landesinnungsmeister des Schornsteinfegerhandwerks in Sachsen-Anhalt. Seit 2003 ist er Präsident der Handwerkskammer Halle (Saale) und seit 2008 Präsident des Handwerkstages Sachsen-Anhalt. Er gehört dem Präsidium des Zentralverbandes des Deutschen Handwerks an und ist Vorsitzender des Berufsbildungsausschusses des Deutschen Handwerkskammertages.
Bei der Landtagswahl in Sachsen-Anhalt 2011 trat Keindorf als Direktkandidat im Landtagswahlkreis Halle IV an. Er gewann das Direktmandat und zog so in den Landtag ein.